# The Doctrine of Chances

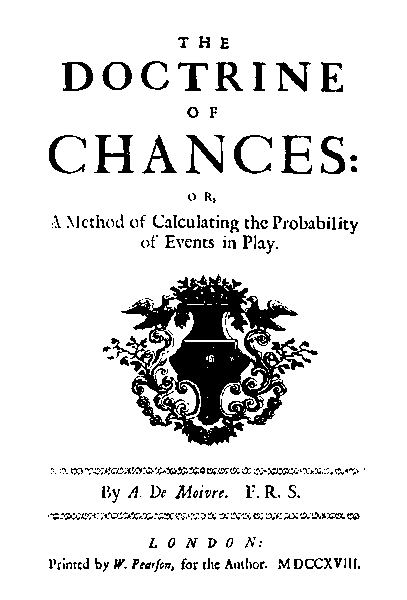
Portada del libro The Doctrine of Chances, Londres, 1718.

The Doctrine of Chances (La Doctrina de las Probabilidades, literalmente en español) es un libro sobre la teoría de la probabilidad del siglo XVIII escrito por el matemático francés Abraham de Moivre, publicado en 1718. De Moivre escribió esta obra en inglés debido a que vivía en Inglaterra en ese entonces, habiendo huido de Francia debido a la persecución de los hugonotes. El título del libro ha llegado a ser sinónimo con la teoría de las probabilidades y por consiguiente la frase fue usada en el famoso postulado de Thomas Bayes "An Essay Toward Solving a Problem in the Doctrine of Chances"(Ensayo Para Resolver un Problema en la Doctrina de las Probabilidades),donde se enuncia por vez primera el teorema de Bayes.
La segunda edición publicada en 1738 introdujo el concepto de distribución normal como aproximación de la distribución binominal. En efecto de Moivre probó un caso especial del teorema de límite central. A veces su resultado se llama el Teorema de De Moivre-Laplace.
Una tercera edición fue publicada en 1756.